# Ставский, Александр Михайлович
Александр Михайлович Ставский (1891—1916) — поручик лейб-гвардии Драгунского полка, герой Первой мировой войны.

## Биография
Сын генерал-майора Михаила Ивановича Ставского. Образование получил в Петергофской гимназии и на юридическом факультете Санкт-Петербургского университета. Воинскую повинность отбывал в лейб-гвардии Драгунском полку. После выхода на гражданскую службу с 1912 года трудился в Министерстве юстиции с причислением с 12 сентября этого же года к I Департаменту Министерства. С 4 декабря 1913 года по 20 июня 1914 года был откомандирован для занятий в Главное тюремное управление.
После начала Первой мировой войны вступил вольноопределяющимся в лейб-гвардии Драгунский полк и был произведён в поручики. В начале декабря 1914 года он с десятью всадниками отправился в неприятельский тыл на разведку и в течение пяти месяцев находился в рейде по немецким тылам. Высочайшим приказом от 1 апреля 1916 года он был награждён орденом св. Георгия 4-й степени
Подвергаясь ежеминутной опасности быть обнаруженным и захваченным, перенося неимоверные лишения, он, поручик Ставский, тем не менее производил разведку, пока наконец неоднократная попытка пробиться через район, занятый неприятелем, не увенчалась успехом, и поручик Ставский не присоединился к своим войскам.
Осенью 1916 года Ставский был прикомандирован к пехоте для восполнения убыли офицерского состава, занял в пехотном полку должность командира роты. По сведениям, сообщённым по телеграфу в газету "Новое Время" из действующей армии, 10 октября 1916 года "поручик Ставский под свинцовым огнём пулемётов и ружей, непоколебимо вёл свою роту в атаку на окоп, занятый германцами, мешавший своим фланговым огнём продвижению вперёд соседних рот полка. Будучи уже дважды ранен, поручик ставский не оставил своей роты, подвёл её к окопу, бросил в штыки и, сражённый третьей пулей наповал, пал смертью храбрых".
Его братья Николай и Иван также сражались в рядах русской армии во время Первой мировой войны и оба погибли на фронте в 1915 году.